# 大十二・二十・十二面体
大十二・二十・十二面体（だいじゅうににじゅうじゅうにめんたい、Great dodecicosidodecahedron）とは、一様多面体の一種で、切頂大十二面体の正十角形を正10/3角形に置き換え、隙間を正三角形と正5/2角形で埋めたものである。
- 構成面：正三角形 20枚、正5/2角形 12枚、正10/3角形 12枚
- 辺：120
- 頂点：60
- 頂点形状：3,10/3,5/2,10/3

- ワイソフ記号：5/2 3|5/3
- 枠：辺の比が黄金比になっている六角形で構成されている切頂二十面体
- 双対：Great dodecacronic hexecontahedron

## 同じ枠を持つ立体
- 一様大斜方二十・十二面体
- 大十二・二十・十二面体
- 大斜方十二面体
- 切頂大十二面体
- 6個のアルキメデスの五角柱による複合多面体
- 12個のアルキメデスの五角柱による複合多面体